# All Japan Pro Wrestling
All Japan Pro Wrestling (japanisch 全日本プロ・レスリング株式会社 Zennihon Pro Wrestling Kabushiki kaisha, kurz AJPW) ist der Name eines japanischen Wrestlingverbandes. Gegründet wurde AJPW im Jahr 1972 von Shōhei Baba.
Die Promotion zählt sich zu den sogenannten Puroresu-Ligen und die Kurzbezeichnung lautet All Japan.

## Geschichte
Im Jahr 1972 verließ der Wrestler Shohei Baba die Liga Japanese Wrestling Association. Da sein ehemaliger Trainingsgefährte Antonio Inoki wenige Monate zuvor mit New Japan Pro-Wrestling eine eigene Wrestliga aufgebaut hatte, gründete auch Baba eine eigenständige Promotion, die den Namen All Japan Pro Wrestling erhielt und einen Zusammenschluss mehrerer Regionalligen darstellte.
Shohei Baba konnte einen Fernsehvertrag mit Nippon TV aushandeln, die an AJPW 15 % Anteile erhielten. All Japan Pro Wrestling löste die Japanese Wrestling Association in der National Wrestling Alliance ab. Daher konnten in der AJPW auch US-amerikanische Wrestler auftreten und ihre Titel dort verteidigen.
Ende der 1980er Jahre wurde die Zusammenarbeit mit der NWA eingestellt und die AJPW begann ihre Einzeltitel zu vereinigen und mit einem fest eingestellten Kader zu arbeiten.
Nach dem Tode Babas, im Januar 1999, übernahm der Wrestler Mitsuharu Misawa die Geschäftsführung von AJPW. Im Mai 2000 wurde dieser allerdings durch den Vorstand abgewählt. Babas Witwe, Motoko Baba, sprach ihm und anderen Wrestlern, die Positionen in der Geschäftsführung bekleideten, öffentlich ihr Misstrauen aus. Das führte dazu, dass Misawa und 24 andere Wrestler im Juni 2000 die Organisation verließen und die eigenständige Promotion Pro Wrestling NOAH gründeten.
Der bestehende Fernsehvertrag wurde schließlich von Nippon TV aufgekündigt. Deren Anteilsbeteiligung blieb jedoch bestehen und verhinderte, dass AJPW bei einem anderen Sender einen Sendeplatz erhielt.
Um weiterhin präsent zu bleiben, arbeitete man bis Januar 2002 mit New Japan Pro Wrestling zusammen und veranstaltete gemeinsame Shows. Kurz darauf wechselte der japanische Superstar Keji Mutoh fest zu All Japan Pro Wrestling und wurde im September des Jahres zum Präsidenten der Organisation gewählt. Mutoh schaffte es, All Japan Pro Wrestling sowohl an New Japan Pro Wrestling, als auch Pro Wrestling NOAH anzunähern, so dass mittlerweile des Öfteren auch ligenübergreifende Matches und Shows veranstaltet werden.

## Titel
| Titel                                        | Aktuelle(r) Titelträger      | Regent schaft | Tage | Datum des Titelgewinns | Ort           | Anmerkung |
| -------------------------------------------- | ---------------------------- | ------------- | ---- | ---------------------- | ------------- | --- |
| AJPW Triple Crown Heavyweight Championship * | Suwama                       | 7             | 389+ | 23. März 2020          | Tokio         | Besiegte Kento Miyahara bei Dream Power Series 2020                                                                                         |
| AJPW World Tag Team Championship *           | Kento Miyahara & Yuma Aoyagi | 1             | 104+ | 2. Januar 2021         | Tokio, Japan  | Besiegten Violent Giants (Shuji Ishikawa & Suwama) bei New Year Wars 2021 – Tag 1                                                           |
| World Junior Heavyweight Championship        | CIMA                         | 1             | 55+  | 22. Februar 2021       | Nagoya, Japan | Besiegte Koji Iwamoto bei Excite Series 2021 – Tag 2                                                                                        |
| All Asia Tag Team Championship               | Purple Haze (Izanagi & Zeus) | 1             | 244+ | 15. August 2020        | Tokio, Japan  | Besiegten Yankee Two Kenju (Isami Kodaka & Yuko Miyamoto) bei Summer Action Series II 2020 – Tag 1: Atsushi Aoki Memorial Show ~ AA Forever |
| Gaora TV Championship                        | Shuji Ishikawa               | 1             | 29+  | 18. März 2021          | Tokio, Japan  | Besiegte Jun Kasai bei Blood Fight Jun Kasai Vs. Shuji Ishikawa ~ Crazy Monkey Vs. Giant ~ 2021                                             |

## Turniere
AJPW veranstaltet jährlich mehrere Turniere, deren Sieger durch Storylines bestimmt sind. Die Sieger dürfen in einem Titelmatch in ihrer jeweiligen Division antreten. Oft werden diese Turniere auch genutzt um einen Wrestler bzw. ein Tag Team over zu bringen.
| Turnier                           | Letzte(r) Gewinner                 | Datum des Titelgewinns |
| --------------------------------- | ---------------------------------- | ---------------------- |
| Champion’s Carnival               | Taiyo Kea                          | 7. Mai 2012            |
| Junior League                     | Hiroshi Yamato                     | 29. Juli 2012          |
| World’s Strongest Tag Team League | Masayuki Kono und Masakatsu Funaki | 4. Dezember 2011       |